# Diamante
Diamante – miejscowość i gmina we Włoszech, w regionie Kalabria, w prowincji Cosenza.
Według danych na rok 2004 gminę zamieszkiwały 5084 osoby, 462,2 os./km².